# Thimonville
Thimonville település Franciaországban, Moselle megyében. Lakosainak száma 140 fő (2022. január 1.). Thimonville Bacourt, Flocourt, Juville, Morville-sur-Nied, Saint-Epvre, Tincry, Tragny és Xocourt községekkel határos.

## Népesség
A település népessége az elmúlt években az alábbi módon változott:
| Lakosok száma | 160  | 157  | 156  | 155  | 155  | 154  | 154  | 147  | 140  |
|               | 2013 | 2015 | 2016 | 2017 | 2018 | 2019 | 2020 | 2021 | 2022 |